# بيدرو لينز
بيدرو لينز هو كاتب سويسري، ولد في 8 مارس 1965 في لانجينثال ‏ في سويسرا.

## وصلات خارجية
- بيدرو لينز على موقع IMDb (الإنجليزية)
- بيدرو لينز على موقع مونزينجر (الألمانية)
- بيدرو لينز على موقع ميوزك برينز (الإنجليزية)
- بيدرو لينز على موقع قاعدة بيانات الفيلم (الإنجليزية)